# ダーティー・ダズン・ブラス・バンド
ダーティー・ダズン・ブラス・バンド（Dirty Dozen Brass Band）は、1977年にアメリカ合衆国ルイジアナ州ニューオーリンズで結成されたブラスバンドである。
1984年にコンコード・レコードよりデビュー。メンバーを入れ替えながら、今日も活躍中。ニューオーリンズ・スタイルのブラスバンドとしては、最も人気のあるグループのひとつである。伝統的なブラスバンドの雰囲気を残しつつも、ファンク、ソウルなど新しい音楽の要素を取り入れた音楽性は、その後のブラスバンドに大きな影響を与えた。

## 来歴
1977年、トルネード・ブラスバンドのメンバーだったグレゴリー・デイヴィス (トランペット)、カーク・ジョセフ (スーザフォン)、チャールズ・ジョセフ (トロンボーン)、ケヴィン・ハリス (サクソフォーン)の4人に、エフレム・タウンズ (トランペット)、ロジャー・ルイス (サクソフォーン)、ベニー・ジョーンズ (バスドラム)、ジェネル・マーシャル (スネアドラム)が合流して結成される。
1984年、コンコード・レコードよりアルバム『ダーティー・ダズン・ブラス・バンド』 (My Feet Can't Fail Me Now)でデビュー。1987年にはコロムビア・レコードへ移籍し、アルバム『ヴードゥー』をリリース。同作には、ディジー・ガレスピー、ドクター・ジョン、ブランフォード・マルサリスといったゲストが参加した。続く『The New Orleans Album』(1989年)にはエルヴィス・コステロらが参加し、バンド側も同時期にエルヴィス・コステロのアルバム『スパイク』に参加。
1991年、オリジナル・メンバーのカーク・ジョセフとチャールズ・ジョセフがバンドを脱退する。バンドはカークのスーザフォンの後任として、スーザフォン・プレイヤーを入れると同時にエレクトリックベース奏者を加えた。1993年には、バスドラムのベニー・ジョーンズも脱退した。後任にライオネル・バティストが加わるものの、彼も翌年にはバンドを辞めてしまう。バンドは、バスドラムのプレイヤーを補充し、新たにドラムセットを叩くドラマーを加えた。続いてギター、キーボードも加わり、ストリート・パレードをするブラスバンドのスタイルから離れ、通常のバンド・スタイルとなっていく。その後もバンドとしては活動を続けているが、一般に知られるバンド形態に近づいたことと、当初のメンバーが減ったことにより、結成当初の「ニューオーリンズ・ブラスバンド固有のサウンドは薄まってきている。
2000年、ロック・グループのワイドスプレッド・パニックと組み、アルバム『Another Joyous Occasion』をリリース。この組み合わせで2004年には『Night Of Joy』をリリースしている。
2004年、その年に亡くなったニューオーリンズのチューバ奏者、チューバ・ファッツに捧げたアルバム『フューネラル・フォー・ア・フレンド』をリリースした。2006年には、ハリケーン・カトリーナ1周年の日にあわせて、アルバム『ホワッツ・ゴーイング・オン』をリリース。これはマーヴィン・ゲイの名作アルバム『ホワッツ・ゴーイン・オン』を彼ら流に解釈したもので、ブッシュ政権の政策に対する疑問を投げ掛けるものとなっている。

## ディスコグラフィ

### アルバム
- 1984年 『ダーティー・ダズン・ブラス・バンド』 - My Feet Can't Fail Me Now (Concord Jazz)
- 1986年 『マルディ・グラ・イン・モントゥルー』 - Live: Mardi Gras in Montreaux (Rounder)
- 1987年 『ヴードゥー』 - Voodoo (Columbia) ※フィーチャリング・ドクター・ジョン、ディジー・ガレスピー、ブランフォード・マルサリス
- 1989年 The New Orleans Album (Columbia) ※フィーチャリング・ダニー・バーカー、デイヴ・バーソロミュー、エディー・ボー、エルヴィス・コステロ
- 1991年 Open Up: Whatcha Gonna Do for the Rest of Your Life (Columbia)
- 1993年 『ジェリー』 - Jelly (Columbia)
- 1996年 Ears to the Wall (Mammoth)
- 1999年 Buck Jump (Mammoth) ※フィーチャリング・ジョン・メデスキ
- 2002年 『メディケイテッド・マジック』 - Medicated Magic (Ropeadope) ※フィーチャリング・ジョン・ベル、ドクター・ジョン、オル・ダラ、ノラ・ジョーンズ、DJロジック、ロバート・ランドルフ
- 2003年 『ライヴ・イン・ニューオーリンズ』 - We Got Robbed: Live in New Orleans (self-released)
- 2004年 『フューネラル・フォー・ア・フレンド』 - Funeral for a Friend (Ropeadope)
- 2005年  This Is the Dirty Dozen Brass Band (Shout! Factory) ※コンピレーション
- 2006年 『ホワッツ・ゴーイング・オン』 - What's Going On (Shout! Factory)[1]
- 2012年 『トゥエンティ・ダズン』 - Twenty Dozen (Savoy Jazz)

### 参加アルバム
- 1986年 フィル・アルヴィン : 『アンサング・ストーリーズ』 - Un "Sung" Stories (Slash)
- 1989年 ネヴィル・ブラザーズ : 『イエロー・ムーン』 - Yellow Moon (A&M)
- 1989年 エルヴィス・コステロ : 『スパイク』 - Spike (Warner) ※「Deep, Dark, Truthful Mirror」「Chewing Gum」「Stalin Malone」に参加
- 1999年 ジョー・ヘンリー : Fuse (Mammoth)
- 2000年 ワイドスプレッド・パニック : Another Joyous Occasion
- 2003年 デイヴ・マシューズ : 『サム・デヴィル』 - Some Devil
- 2004年 ワイドスプレッド・パニック : Night of Joy
- 2004年 モデスト・マウス : 『バッド・ニュースを好む人へのグッド・ニュース』 - Good News for People Who Love Bad News
- 2007年 Various Artists : Goin' Home : A Tribute to Fats Domino (Vanguard) ※「Every Night About This Time」収録。with バディ・ガイ、ジョス・ストーン
- 2009年 モデスト・マウス : No One's First and You're Next ※EP